# فرهادلی (کوزان)
فرهادلی (به ترکی استانبولی: Ferhatlı) یک منطقهٔ مسکونی در ترکیه است که در قوزان (ترکیه) واقع شده‌است.